# Stewart W. Herman

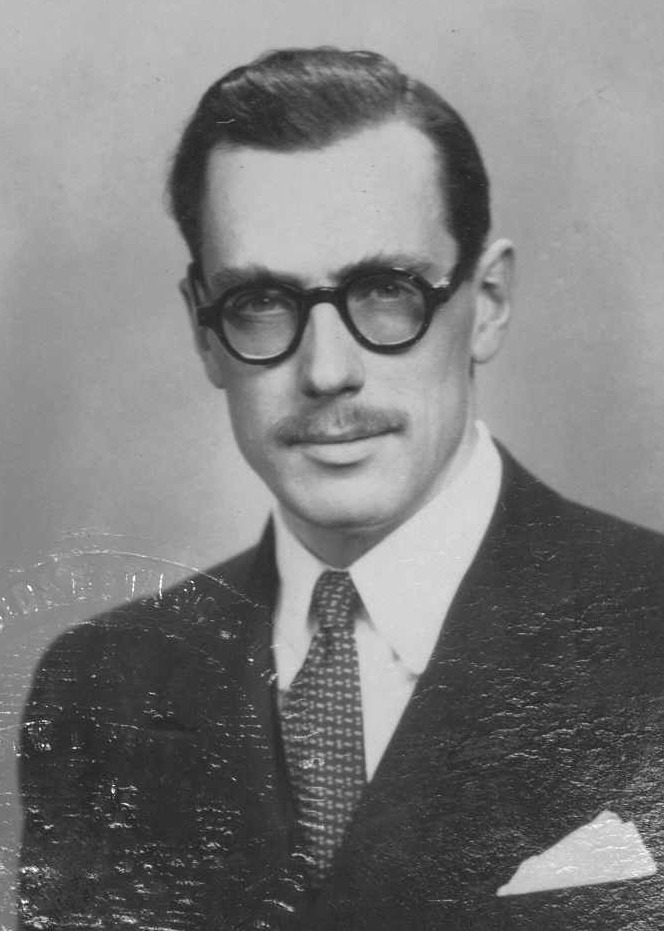
Stewart W. Herman (1949)

Stewart Winfield Herman, Jr. (* 4. August 1909 in Harrisburg (Pennsylvania); † 16. Februar 2006 in Greenport, Suffolk County (New York)) war ein US-amerikanischer lutherischer Geistlicher, Agent und Hochschulrektor.

## Leben
Stewart Winfield Herman, Jr. war ein Sohn von Stewart W. Herman, Pastor der lutherischen Zionskirche in Harrisburg, PA. Er besuchte das Gettysburg College bis zu seinem Abschluss 1930 und dann das Gettysburg Theological Seminary bis 1934. Im gleichen Jahr wurde er durch die United Lutheran Church in America zum Pastor ordiniert.

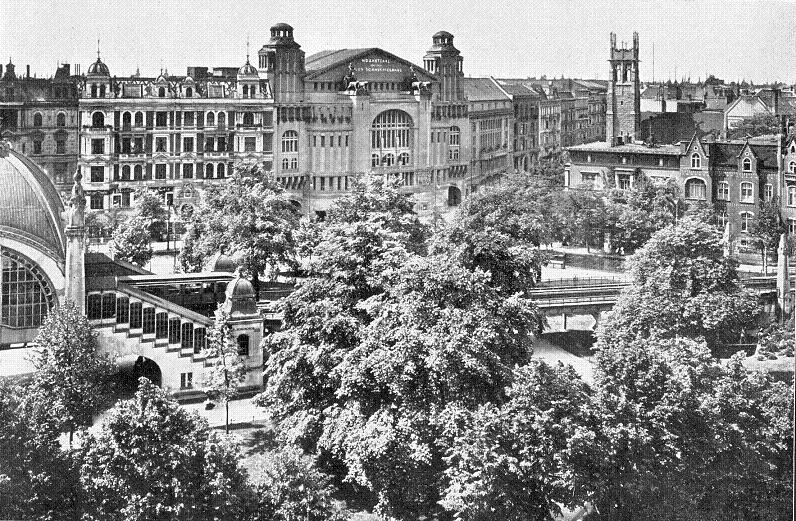
Nollendorfplatz mit Amerikanischer Kirche

Für ein Promotionsstudium ging er nach Europa und forschte an der Universität Straßburg und der Universität Göttingen. 1936 erhielt er den Auftrag zur Betreuung der American Church in Berlin am Nollendorfplatz und setzte seine Studien an der Universität Berlin fort. 1937 nahm er an der zweiten Weltkonferenz für Praktisches Christentum in Oxford teil. Bei Ausbruch des Zweiten Weltkriegs wurde er in den diplomatischen Dienst der Botschaft der USA übernommen, die nun auch die Vertretung der Interessen zahlreicher Gegnerstaaten des Deutschen Reiches übernommen hatte.
Nach dem amerikanischen Kriegseintritt als Folge des japanischen Angriffs auf Pearl Harbor im Dezember 1941 wurde Herman mit dem Botschaftspersonal unter George F. Kennan in Bad Nauheim interniert. Im Juni 1942 konnte er zusammen mit dem Botschaftspersonal über Lissabon in die USA zurückkehren. Für kurze Zeit nahm er eine Lehrtätigkeit an der Hamma Divinity School der Wittenberg University in Springfield (Ohio) auf, wurde dann jedoch im Herbst 1943 vom Geheimdienst Office of Strategic Services (OSS) rekrutiert und im April 1944 nach London geschickt. Hier beobachtete er die Entwicklung in Deutschland und Mitteleuropa; 1944 gab er eine ausführliche Einschätzung zur Glaubwürdigkeit des Berichts von Hans Schönfeld über deutsche Widerstandsbemühungen.
Am 19. Februar 1945 beendete Herman offiziell seine Tätigkeit für den OSS, um auf Anregung von Henry Smith Leiper eine Aufgabe beim Ökumenischen Rat der Kirchen in Genf zu übernehmen. Hier wurde er stellvertretender Direktor der Abteilung für Nothilfe und Wiederaufbau. Dieses war verbunden mit einer mit Allen Welsh Dulles arrangierten unofficial mission. Durch vom OSS logistisch unterstützte Reisen von Juli bis Dezember 1945 wurde es ihm möglich, als einer der ersten Berichte zur Lage in Nachkriegsdeutschland zu geben. Seine erste Reise begann am 30. Juli, zusammen mit dem Vizekonsul Robert Shay und Gero von Schulze-Gaevernitz; seine ersten Gesprächspartner waren am 31. Juli in Frankfurt am Main Otto Fricke und Martin Niemöller. Vom 7. bis 15. August 1945 war er Berlin und sah erstmals die zerstörte Amerikanische Kirche wieder. Ende August nahm er, ebenso wie Karl Barth, dessen Reise er mit Hilfe des OSS ermöglicht hatte, als Beobachter an der Kirchenkonferenz von Treysa in Hephata (Schwalmstadt) teil, und im Oktober war er bei der Verlesung des Stuttgarter Schuldbekenntnisses anwesend.
Von 1948 bis 1952 war er Direktor der Flüchtlingshilfe des Lutherischen Weltbunds; ihm gelang es, die Aufnahme von Tausenden von Displaced Persons (DPs) in den USA und Kanada zu organisieren.
Im Oktober 1952 wurde Stewart Herman zum Exekutivsekretär der Abteilung für lutherische Zusammenarbeit in Lateinamerika des National Lutheran Council und zum Direktor des Ausschusses für Lateinamerika des Lutherischen Weltbunds ernannt.
Bei der Gründung der Lutheran School of Theology (LSTC) als zentraler Kirchlicher Hochschule in Chicago 1963 wurde er ihr Gründungspräsident. Er blieb in diesem Amt, bis er 1971 in den Ruhestand trat.
Im Ruhestand lebte er auf Shelter Island.

## Auszeichnungen
- Bundesverdienstkreuz 1. Klasse (1995)

## Schriften

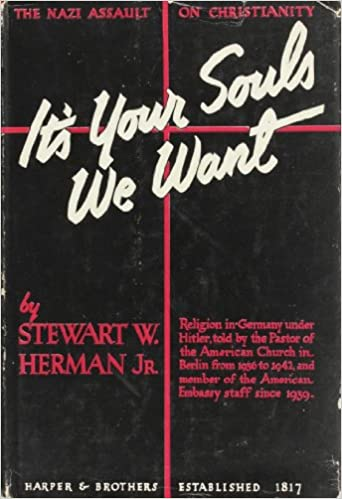
It’s Your Souls We Want.

- It’s Your Souls We Want. New York: Harper [c1943]

(dt.) Eure Seelen wollen wir. Kirche im Untergrund. Ins Deutsche übertragen von Wilhelm Gossmann. München, Berlin: Neubau-Verlag 1951
- The Rebirth of the German Church. With an introduction by Martin Niemöller. London: SCM Press 1946

(dt.) Die 7000 Zeugen: Kirche im Durchbruch. Ins Deutsche übertragen von Bernhard Kumpf. Mit Geleitwort von Hanns Lilje. München; Berlin [West]: Neubau-Verlag 1952
- Report from Christian Europe. New York, NY: Friendship Press 1953

### Korrespondenz
- Stewart W. Herman III (Hrsg.): Stewart W. Herman, Jr.: life in Germany.
  - Such Places Stir Deep Thoughts: Letters Home from Germany, September, 1935-February, 1936. 2024 ISBN
  - Still at a Multiple Crossroads: Letters Home from Germany, 1937. 2025
  - The Swiftness of Living: Letters from Berlin, 1938 - June, 1939. 2022
  - Going to Extremes: Berlin to the Arctic in 1939.
  - A Cold, Descending Fog: Letters Home and a Memoir from Wartime Berlin, 1939-1940. 2023
  - Fragments of Shells Pattering: Letters Home from Germany, August 1940 to February 1942 . 2023